# МіГ-5
МіГ-5 (рос. МиГ-5) — двомоторний одномісний винищувач, який повинен супроводжувати тактичні бомбардувальники з двигунами АМ-37, був прототипом радянських винищувачів Другої світової війни. Розробки також були спрямовані на розвиток розвідувальної та бомбардувальної версій, але ці плани були зірвані через німецьке вторгнення в червні 1941 року. Проєкт зазнав провал через припинення серійного випуску двигуна АМ-37. Другий прототип був побудований пізніше з радіальним двигуном М-82. Проєкт був скасований у 1943 році після того, як принаймні два прототипи були побудовані.

## Проєктування
Відповідно до Постанови РНК від 9 і 10 травня, а також наказом НКАП № 438 від 13 травня 1941 р, було прийнято рішення про початок серійного випуску двигунів повітряного охолоджування М-82 і припинення випуску двигунів АМ-35А на заводі № 19. У зв'язку з цим Головним конструкторам А. І. Мікояну, Н. Н. Полікарпова, П. О. Сухому і А. С. Яковлева наказувалося забезпечити установку М-82 на своїх літаках і почати льотні випробування.
ДІС-200 мав низьке розташуванням крил, був двомоторний, з подвійним хвостом, моноплан змішаної конструкції. Передня частина побудована з дюралюмінію, в середній частині був дерев'яний монокок і задньої секції сталевих труб, яка була покрита дюралюмінієм. Центральна частина була металева, але зовнішня панель — дерев'яна. Крило мало на переднім краї рейки на дві третини його довжини. Двигуни АМ-37 висіли під крилами з маслоохолоджувачами двигуна, встановлені в консолі крила. Пілот був забезпечений скляною панеллю на нижній частині носа, щоб поліпшити його видимість знизу, також він був захищений бронею до 9 міліметрів (0,35 дюйма) на передній, задній і нижній сторонах свого місця. Запас палива 1920 літрів. ДІС-200 був озброєний 23 мм гарматою ВЯ (150 патронів на ствол), на крилах мав синхронізовані 12,7мм кулемети БС (250 патронів на ствол). Встановлені пізніше пара 7,62 мм кулемети ШКАС (1000 патронів на ствол).

## Випробування
Перший прототип здійснив перший політ 11 червня 1941 року. Його початкові льотні випробування, проведені в період з 1 липня і 5 жовтня були провальними, оскільки він тільки досяг швидкості 560 км/год (348 миль/год) на 7500 метрів (24606 футів), це на 104 км/год (65 миль/год) повільніше, ніж передбачалося. Трьохлопатеві 3,1-метрові AV-5L-114 гвинти були замінені на чотирьохлопатеві 3,1-метрові AV-9B-L-149. Неправильно підібрані гвинти стали причиною надмірної опори в повітрі та зменшенню швидкості. Після модифікації літак досяг швидкості 610 км/год (380 миль/год) на висоті 6800 метрів (22310 футів).
Позначення служби МіГ-5 був зарезервований для серійної версії цього літака. Інші відомі позначення для літаків включають ДІС-200 і бомбардувальну версію, якщо вона вступила у виробництво, можливо, була відомою як МіГ-2.
Другий прототип МіГ-5(ДІС-200) в травні 1941 р. було наказано побудувати з двигунами М-82. Випробування другого прототипа розпочалося 25 вересня 1941, але через те, що почалася війна і наступ на Москву, відбувалась евакуація, яка не дозволили своєчасно виконати завдання. Літак ДІС-200 з моторами М-82 був побудований восени 1942 р. Основними відмінностями від ДІС-200 з АМ-37, окрім двигуна, були чотирьохлопатевий гвинт АВ-9Л-118 діаметром 3,2 м, хвостовий хрестоподібний гальмівний щиток і посилене озброєння, що складається з двох 23 мм гармат ВЯ-23 (по 150 патронів) і чотирьох 12,7 мм кулеметів БС (по 250 патронів). Наказом НКАП № 419 від 4 червня 1942 р. для проведення заводських випробувань ДІС-200 з двома двигунами М-82 призначений льотчик-випробувач Г. М. Шіянов. Пізніше реалізацію проєкту припинили, а в 1943 році - скасували.

## Технічна характеристика

### Загальні особливості
- Екіпаж: Одна особа
- Довжина: 11,85 м
- Розмах крила: 15,10 м
- Висота: 3,4 м
- Площа крила: 38,9 м ²
- Профіль крила: Кларк YH
- Вага порожнього: 6404 кг
- Повна маса: 8060 кг
- Силова установка: 1 × Мікуліна АМ-35 рідинного охолодження V-12, 1007 кВт (1350 к.с.)
- Гвинти: 4-лопатевий AV-9B-Л-149, 3 м у діаметрі

### Продуктивність
- Максимальна швидкість: 610 км / год на висоті 6800 м
- Діапазон: 2280 км
- Практична стеля: 9 800 м
- Швидкопідйомність: 5,5 м/с
- Навантаження на крило: 207,2 кг/м²

### Озброєння
- Кулеметне озброєння: 2×23 мм гармата ВЯ-23
2×12,7 мм кулеметів БС
4×7,62 мм кулемети ШКАС

## Літаки для порівняння
- Німеччина — Focke-Wulf Fw 187 — німецький літак, розроблений в кінці 1930-х;
- Британська імперія — De Havilland Mosquito — британський багатоцільовий літак-бомбардувальник, нічний винищувач часів Другої світової війни (1941—1953);
- США — Lockheed P-38 Lightning — американський важкий винищувач і розвідувальний літак, створений в кінці 1930-х років (1941—1965);
- Німеччина — Messerschmitt Bf 110 — двомоторний важкий стратегічний винищувач (Zerstörer) на службі люфтваффе під час Другої світової війни.(1941—1965);
- Японія — Nakajima J5N;
- ВПС Великої Британії — Westland Whirlwind — британський багатоцільовий літак-бомбардувальник, нічний винищувач часів Другої світової війни (1941—1953);